# مستديرات الفم
مستديرات الفم أو حَلَقيَّات الأفواه أو ماصَّات (الاسم العلمي: Cyclostomata) هي أصنوفة من اللافكيات التي تتألف من الأسماك عديمة الفكوك الحية مثل الجلكانيات والأسماك المخاطية. كلا المجموعتين لها أفواه مستديرة تفتقر إلى الفكين ولكن لها أسنان قرنية قابلة للسحب. أفواههم لا يمكن إغلاقها بسبب عدم وجود الفك، لذلك تقوم بتدوير المياه باستمرار من خلال الفم.

## التصنيف
- أصنوفة الماخطات
  - رتبة ماخطات الشكل
    - جنس †شبيهة الماخطة
      - نوع †شبيهة الماخطة السيروكية

    - فصيلة الأسماك المخاطية
      - أسرة الماخطاوات
        - جنس الماخطة الخيطية
        - جنس الماخطة الحديثة
        - جنس الماخطة الظهرية

      - أسرة ماخطاوات سباعية الثغور
        - جنس سباعي الثغور

      - أسرة الماخطاوات المتوردة
        - جنس الماخطة المتوردة
- †أسماك كونمينغ
  - †سمك كونمينغ
    - †سمكة كونمينغ
- الجلكيات
  - †جلكى غابرة
  - جلكيات مألوفة
  - جلكيات أرضية
  - جلكيات عاضة
  - †جلكيات مايو
    - †هاردستية
    - †جلكى مايو
- †Pipiscius
- †سمكة غيل